# Jean-Marie Fonlupt
 (janvier 2023).
La mise en forme du texte ne suit pas les recommandations de Wikipédia : il faut le « wikifier ».
Les points d'amélioration suivants sont les cas les plus fréquents :
- Les titres sont pré-formatés par le logiciel. Ils ne sont ni en capitales, ni en gras.
- Le texte ne doit pas être écrit en capitales (les noms de famille non plus), ni en gras, ni en italique, ni en « petit »…
- Le gras n'est utilisé que pour surligner le titre de l'article dans l'introduction, une seule fois.
- L'italique est rarement utilisé : mots en langue étrangère, titres d'œuvres, noms de bateaux, etc.
- Les citations ne sont pas en italique mais en corps de texte normal. Elles sont entourées par des guillemets français : « et ».
- Les listes à puces sont à éviter, des paragraphes rédigés étant largement préférés. Les tableaux sont à réserver à la présentation de données structurées (résultats, etc.).
- Les appels de note de bas de page (petits chiffres en exposant, introduits par l'outil «  Source ») sont à placer entre la fin de phrase et le point final[comme ça].
- Les liens internes (vers d'autres articles de Wikipédia) sont à choisir avec parcimonie. Créez des liens vers des articles approfondissant le sujet. Les termes génériques sans rapport avec le sujet sont à éviter, ainsi que les répétitions de liens vers un même terme.
- Les liens externes sont à placer uniquement dans une section « Liens externes », à la fin de l'article. Ces liens sont à choisir avec parcimonie suivant les règles définies. Si un lien sert de source à l'article, son insertion dans le texte est à faire par les notes de bas de page.
- La présentation des références doit suivre les conventions bibliographiques. Il est recommandé d'utiliser les modèles {{Ouvrage}}, {{Chapitre}}, {{Article}}, {{Lien web}} et/ou {{Bibliographie}}. Le mode d'édition visuel peut mettre en forme automatiquement les références.
- Insérer une infobox (cadre d'informations à droite) n'est pas obligatoire pour parachever la mise en page.

Pour une aide détaillée, merci de consulter Aide:Wikification.
Si vous pensez que ces points ont été résolus, vous pouvez retirer ce bandeau et améliorer la mise en forme d'un autre article.
 (janvier 2023).
Jean-Marie Fonlupt est un officier supérieur et résistant français, exécuté sommairement par les Allemands à Fournols, le 19 mai 1944. 
Croix de guerre lors des deux guerres mondiales et officier de la Légion d'honneur, il est l'un des militaires les plus haut gradés morts au sein de la Résistance auvergnate.

## Biographie
Jean-Marie Fonlupt est né le 31 janvier 1894 à Fournols. Fils de Jean Fonlupt et de Marguerite Genestier, il se marie avec Antoinette Visse. 
Avec le 16e Régiment d'Infanterie, il participe aux combats de la Première Guerre mondiale, à l'issue de laquelle il accède au grade de sous-lieutenant. Ses actions d'éclat au cours du conflit lui valent d'être décoré de la Croix de guerre et d'être nommé chevalier de la Légion d'honneur le 31 août 1918, à 28 ans seulement. 
Au lendemain de la guerre, le jeune sous-lieutenant épouse la carrière militaire. En tant qu'officier, il participe notamment, en 1925, à l'intervention française en Syrie et au Liban. En 1936, alors capitaine au 38e Régiment d'Infanterie de Saint-Étienne, il est promu au grade d'officier de la Légion d'honneur. Ainsi Jean-Marie Fonlupt est-il déjà, au commencement de la Seconde Guerre mondiale, un officier expérimenté.
En mai et juin 1940, faisant face à l'inéluctable avancée allemande, le commandant Fonlupt reçoit plusieurs citations en récompense de son commandement vigoureux (dans le secteur de la Meuse notamment). Tombé aux mains de l'ennemi en juin 1940, il est ensuite relâché, et se voit confier le commandement de la place d'armes de Lapalisse. Il quitte toutefois son poste au sein de l'armée de Vichy en 1942, car ses discrètes manœuvres anti-allemandes (dissimulation d'armes ou de biens) commençaient à être suspectées.
En novembre 1942, le commandant Fonlupt, 11 fois cité, rejoint le Comité de Résistance de son village natal, Fournols. Là, l'officier de carrière met son expérience au service de la Résistance, en assurant la formation des jeunes hommes désireux de combattre, et en participant à des opérations dans le secteur du Livradois. 
À partir d'avril 1944, il intègre les FFI, et tente de faire venir à lui les sous-officiers et les officiers d'active ayant continué de servir dans l'armée de Vichy. Durant le mois de mai 1944, en réponse à l'appel du colonel Gaspard, Jean-Marie Fonlupt est chargé d'organiser le départ d'une colonne de résistants vers les maquis du Cantal.
Le rendez-vous est fixé au 18 mai. Trois camions doivent passer prendre les résistants de Fournols pour les amener au Chambon-sur-Dolore, d'où ils rejoindront les résistants venus d'Ambert. Le départ connaît cependant un contretemps, et les maquisards préfèrent s'égayer en l'attendant. Or, le 19 mai à 4h30 du matin, un détachement de trois camions allemands venus d'Issoire, certainement avertis du projet des résistants, s'arrête à Fournols et occupe les carrefours.
Le commandant Fonlupt, inquiet par la tournure que prennent les événements, décide de sortir et d'aller avertir ses hommes. Alors qu'il croise deux individus au niveau de la boulangerie, il les confond avec des jeunes réfractaires, et leur conseille de rentrer chez eux en raison de l'arrivée des Allemands. Il vient en fait de s'adresser à deux sentinelles allemandes. Sommé de s'expliquer, le commandant Fonlupt n'a d'autre choix que de prétexter devoir se rendre à l'école récupérer des enfants. C'est alors qu'il tente de prendre la fuite, mais, trébuchant dans la pénombre, il est rattrapé et abattu par trois coups de feu, avant qu'une grenade ne déchiquette son corps.
Après avoir identifié la victime, les Allemands se rendent le lendemain matin pour interroger sa femme. Cette dernière, ne pouvant nier l'évidence, est déportée en Allemagne, à Belzig, où elle mourra deux jours avant la libération de son camp. Antoinette Fonlupt, née Visse, recevra la médaille de la Résistance au même titre que son mari, reconnu mort pour la France.

## Hommages
Une stèle a été érigée à Fournols en l'honneur du commandant Fonlupt et de son épouse. Elle fait l'objet de commémorations régulières.
En 2021, la municipalité de Fournols a financé la restauration de la stèle.